# Guillaume Depping
Pour les articles homonymes, voir Depping.
Guillaume Joseph Depping, né le 2 septembre 1829 à Paris et mort le 13 juillet 1901 au Port-Marly, est un historien et géographe français. Il est conservateur de la bibliothèque Sainte-Geneviève et membre de la Société de géographie de Paris.

## Œuvres
- Un salon de Berlin : Mme Henriette Herz (1853)
- Schamyl, le prophète du Caucase, par le major Warner (1854)
- Madagascar (1856)
- Mme Ida Pfeiffer, ses voyages et ses aventures (1856)
- Études sur la famille palatine. Le père de Madame, duchesse d'Orléans, XVIIe siècle (1864)
- Souvenirs d'un médecin. Le Schah de Perse Nasir-oud-Din, sa vie et sa cour (1867)
- Merveilles de la force et de l'adresse. Agilité, souplesse, dextérité. Les exercices du corps chez les anciens et chez les modernes, Paris, Hachette, coll. « La Bibliothèque des merveilles » (1869)
- Brûlons nos morts, la crémation (1874)
- Un banquier protestant en France au XVIIe siècle (1879) (lire en ligne)
- Études sur le règne de Louis XIII et sur l'administration de Richelieu. Le Chevalier de Jars, son histoire, son procès, 1633 (1881)
- Quelques pièces inédites concernant Mme de Sévigné et les Coulanges (1882)
- Trois pièces inédites concernant la famille de Molière (1882)
- Le Japon (1884)
- La première exposition des produits de l'industrie française en l'an VI (1798) (1893)
- Une victime de Richelieu, la mise du Fargis (1894)
- Un épisode du séjour des alliés à Paris en 1815. Comment les Prussiens célébrèrent à Paris, le 3 août 1815, la fête de leur roi, d'après des documents inédits (1901)